# Simon Jean-Joseph
Simon Jean-Joseph né le 9 juin 1969 à Fort-de-France, en Martinique, est un pilote de rallye français.
Il est par ailleurs le président-directeur d'un port martiniquais, la Marina du Marin.

## Biographie
Il a participé à 36 rallyes du Championnat d'Europe des rallyes (ERC), de 1993 à 2007 (copilotes: Patrick Pivato 1993 - 1999, et Jack Boyère 2003 - 2007).
Il est le seul pilote français avec Bernard Darniche à avoir été double champion d'Europe des rallyes, en 2004 et en 2007.
Il est aussi le seul Français à avoir remporté un titre de champion de France des rallyes sur asphalte (Super 1600 en 2003), sur terre (2011), et en amateur (1997). Il a aussi été vice-champion de France sur asphalte en 1998.
Ses meilleurs résultats en WRC (20 participations) ont été trois septièmes places: Sanremo (1999, sur Ford Focus (Mk1) WRC), Corse (2000, sur Subaru Impreza WRC), et Sanremo (2000, sur Subaru Impreza WRC). En 2013, il est l'ouvreur de Sébastien Ogier au Rallye d'Allemagne.
En 1997, Fred Gallagher était à ses côtés pour la saison.

## Palmarès
- 1988 : Débuts en compétition ;
- 1989 : Débuts en rallyes à la Martinique (sur Ford RS2000, Citroen AX Sport, Renault 5 GT Turbo, et Opel Manta) ;
- 1990 : Champion de Martinique des Rallyes (sur R5 GT Turbo et 309 GTI) ;
- 1991 : Champion de Martinique des Rallyes (sur Peugeot 309 GTI 16) ;
- 1992 : Champion de Martinique des Rallyes (sur 309 GTI 16) ;
- 1993 : Championnat de France des Rallyes (sur Ford Escort RS Cosworth): 9e scratch et 1er du Groupe N au Rouergue, 5e scratch aux Cévennes, 7e scratch au Var. Débuts en Mondial sur Ford Escort Cosworth au tour de Corse (abandon) ;
- 1994 : Championnat de France des rallyes (sur Peugeot 106 Groupe A): 3 victoires de classe A5 (Mont Blanc, Cévennes et Var) ;
- 1995 : Rallyes aux Antilles (sur Nissan Sunny GTI-R Groupe A) : accident lors d'un rallye en Guadeloupe avec six mois d'indisponibilité. Participation au Trophée Andros ;
- 1996 : Rallyes aux Antilles (sur Subaru Impreza Groupe A): 4 victoires ;
- 1997 : Champion de France des rallyes amateurs sur Subaru Impreza Gr.A, Cilti Sport : 4 victoires ;
- 1998 : vice-champion de France des rallyes sur Subaru Impreza Gr.A, Cilti Sport : 3 victoires. 3e du championnat de France amateurs : 4 victoires ;
- 1999 : 6 manches du WRC (sur Ford Focus WRC et Puma kit car, Ford Racing - copilote Fred Gallagher) : 7e en Italie au Rallye de Sanremo ;
- 2000 : 3 manches du WRC (Subaru Impreza WRC Prodrive): 2 fois 7e. 6e du Championnat de France des Rallyes (sur Subaru Impreza WRC, Cilti Sport): trois 2e places (Lyon Charbonnière, Limousin, Rouergue). 4e du Championnat de France des rallyes sur Terre (sur Subaru Impreza GrA, Cilti Sport) : 3 victoires (Auxerrois, Auvergne et Diois) ;
- 2001 : 4 manches du WRC (sur Peugeot 206 WRC du team Kronos): 2 fois meilleur pilote privé ;
- 2002 : 4e du championnat de France des Rallyes super 1600 (sur Renault Clio S1600, Automéca): 3 podiums. 4 manches du WRC (Renault clio super 1600 Automéca) : 2 podiums de classe A6, dont une victoire (Grande-Bretagne). Pilote de développement de Renault Clio Super 1600 ;
- 2003 : Champion de France Super 1600 sur une Clio de l'équipe Oreca: 3 victoires. Les manches du championnat Junior en mondial, mais hors Championnat, toujours avec la Clio (14e au Sanremo, 16e au Catalunya, 16e au RAC);
- 2004 : 3e du championnat de France. Champion d'Europe des rallyes (Renault Clio Super 1600) : 3 victoires :
  - 33e Fiat Rally (ERC)
  - 29e Elpa Rally (ERC)
  - 39e Rallye d'Antibes - Rallye d'Azur (ERC) ;
- 2005 : Participation au Dakar[2]. 3e du championnat d'Europe des rallyes (sur Renault Clio S1600) : 
  - 34e Fiat Rally (ERC) ;
- 2006 : Participation au Dakar 2006 (Mercedes-Benz ML - abd.). Vainqueur de sa catégorie au Monza Rally Show sur Clio Super 1600 (team Twister Corse). Pilote de développement Renault Sport;

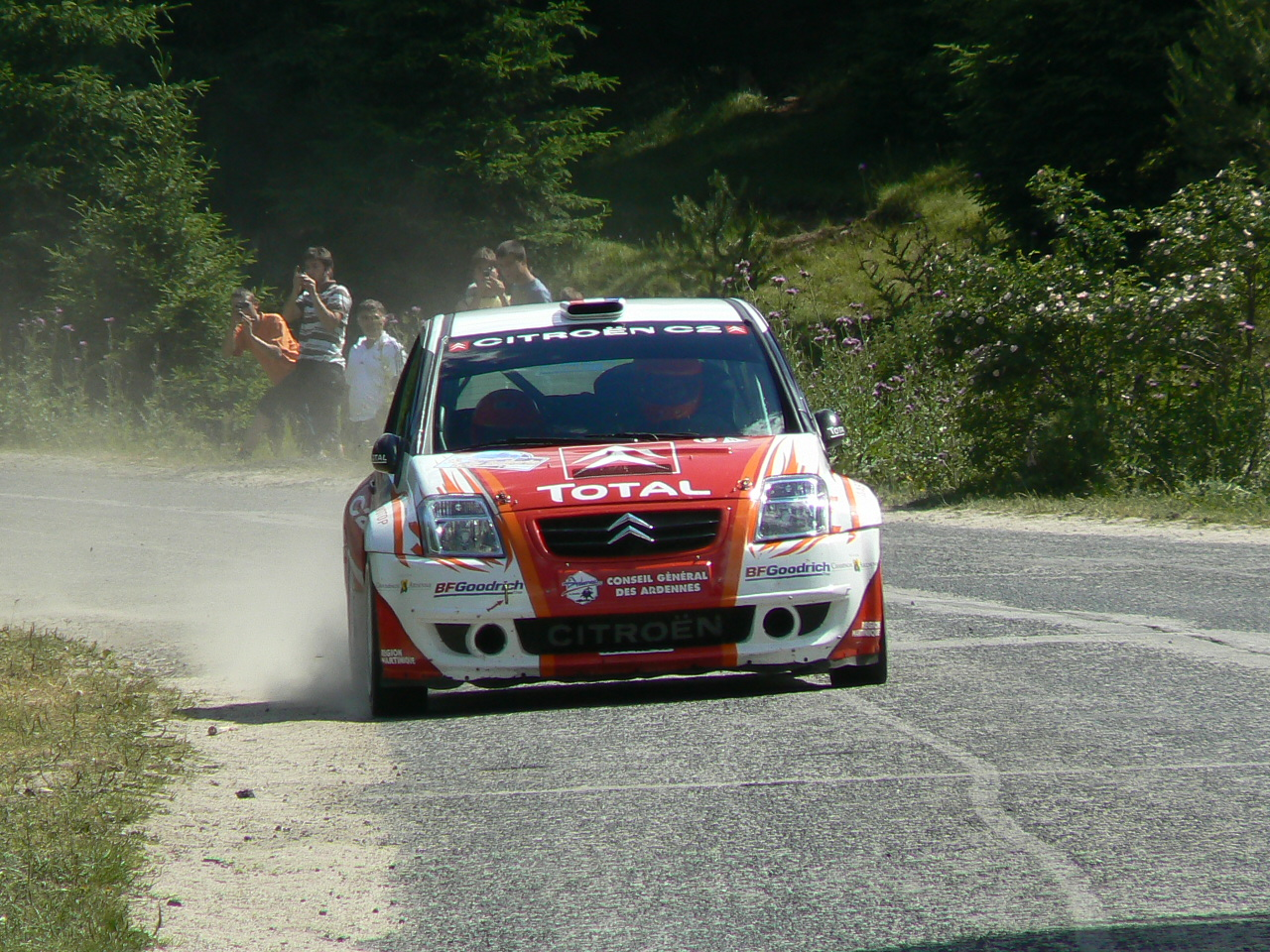
S. Jean-Joseph au rallye de Bulgarie en 2007 (ES7).

- 2007 : Participation au Dakar 2007 (buggy team Fast & Speed Evo 2 - abd.). Championnat ERC et IRC pour Citroën sur C2 Super 1600, et 2e titre de Champion d'Europe des rallyes glané : pas de victoire directe, une 2e place ;
- 2008 : Victime d'un accident de bateau, il met un terme à sa carrière de pilote, en prenant la direction service Compétition Clients des deux entités sportives de Peugeot Sport et Citroën Racing pendant 2 ans jusqu'au 12 juillet 2010, année où il retourna en Martinique pour reprendre les affaires familiales. Simon Jean-Joseph fut alors remplacé par Frédéric Bertrand ;
- 2011 : Participation à quelques manches du championnat de France sur terre. Victoire au rallye Terre de l'Auxerrois sur une Citroën Xsara WRC, victoire au rallye Terre Catalunya et au rallye Terre de Langres (Haute-Marne) sur une Peugeot 207 S2000. Champion de France des Rallyes Terres 2011.
- 2022 : Participation en septembre au rallye Mont-Blanc Morzine au volant d'une Subaru Impreza de 1998 et copiloté par Patrick Pivato.

### Résultats en Championnat d'Europe des rallyes (4 victoires)
- 2004 et 2005 : Rallye Fiat (ou rallye du Bosphore, ou rallye d'Istanbul) ;
- 2004 : Rallye Elpa ;
- 2004 : Rallye d'Antibes - Rallye d'Azur ;
  - 2e du rallye d'Antibes - Rallye d'Azur en 1998 et 2007 ;
  - 2e du rallye Rallye International du Var en 1998 ;
  - 2e du rallye de Bulgarie en 2004 et 2007 ;
  - 2e du rallye d'Ypres en 2004 ;
  - 2e du rallye EKO en 2005 ;
  - 2e du rallye ELPA en 2007 ;
  - 3e du rallye de Pologne en 2004 ;
  - 3e du Rallye Vinho da Madeira en 2004 ;
  - 3e du Rallye d'Antibes - Côte d'Azur en 2005 ;
  - 3e du rallye de Croatie en 2007.

### Résultats en Championnat de France des rallyes (4 victoires, 4 victoires en Super 1600, avec Patrick Pivato puis Jack Boyère)
- 1998 : Rallye Alsace-Vosges, Rallye du Mont-Blanc, Rallye du Touquet ;
- 2003 : Rallye Lyon-Charbonnières-Rhône (Super 1600) ;
- 2003 : Rallye Terre de l'Auxerrois (Super 1600) ;
- 2003 : Rallye d'Île-de-France (Super 1600) ;
- 2003 : Rallye du Var (Super 1600) ;
- 2004 : Rallye d'Antibes-Rallye d'Azur ;
  - 2e du Rallye Lyon-Charbonnières en 1998 et 2000 ;
  - 2e du Rallye d'Antibes - Côte d'Azur en 1998 et 2007 ;
  - 2e du Rallye du Var en 1998 ;
  - 2e du Rallye Alsace-Vosges - Ville de Mulhouse en 2000, et 2003 (Super 1600) ;
  - 2e du Rallye du Limousin en 2000 ;
  - 2e du Rallye du Rouergue - Aveyron - Midi-Pyrénées en 2000, et 2003 (Super 1600) ;
  - 2e du Rallye Mont-Blanc Morzine en 2002 (Super 1600) ;
  - 3e du Rallye du Mont-Blanc : 1997 ;
  - 3e du Rallye du Touquet : 1997 ;
  - 3e du Rallye du Limousin : 1998 ;
  - 3e du Rallye Terre de l'Auxerrois en 2002 (Super 1600) ;
  - 3e du Rallye Terre des Cardabelles - Millau-Aveyron en 2002 (Super 1600) ;
  - 3e du Rallye Le Touquet - Pas-de-Calais en 2003 (Super 1600) ;
  - 3e du Rallye Alsace-Vosges - Ville d'Epinal en 2004 ;
  - 3e du Rallye d'Antibes - Côte d'Azur en 2005.

### Victoires en Championnat de France des rallyes sur terre (7 victoires)
- Rallye Terre de l’Auxerrois : 2000, 2001 et 2011 ;
- Rallye Terre d'Auvergne : 2000 ;
- Rallye Terre du Diois : 2000 ;
- Rallye Terre Catalunya : 2011 ;
- Rallye Terre de Langres : 2011.

### Victoires en Championnat de France des rallyes Amateurs (8 victoires en Amateurs)
- Rallye Mont-Blanc - Morzine : 1997 et 1998 ;
- Rallye du Limousin : 1997 et 1998 ;
- Rallye du Touquet : 1997 et 1998 ;
- Critérium des Cévennes : 1997 ;
- Rallye Lyon-Charbonnières: 1998.

## Décorations
- Chevalier de l'ordre national du Mérite (le 15 novembre 2018)[3].